# Victorino Rodríguez Portillo
Victorino Rodríguez Portillo (1961. március 2. –) salvadori nemzetközi labdarúgó-játékvezető.

## Pályafutása

### Nemzeti játékvezetés
1986-ban lett az I. Liga játékvezetője. Az aktív nemzeti játékvezetéstől 2006-ban vonult vissza.

### Nemzetközi játékvezetés
A Salvadori labdarúgó-szövetség Játékvezető Bizottsága (JB) terjesztette fel nemzetközi játékvezetőnek, a Nemzetközi Labdarúgó-szövetség (FIFA) 1991-től tartotta nyilván bírói keretében. Több nemzetek közötti válogatott és klubmérkőzést vezetett. Az aktív nemzetközi játékvezetéstől 2002-ben búcsúzott.

#### Világbajnokság

##### U17-es labdarúgó-világbajnokság
Egyiptom rendezte a 7., az 1997-es U17-es labdarúgó-világbajnokságot, ahol a FIFA JB bemutatta a nemzetközi résztvevőknek.
| Időpont              | Helyszín                  | Mérkőzés típusa              | Mérkőzés                  | Eredmény | Nézők száma |
| -------------------- | ------------------------- | ---------------------------- | ------------------------- | -------- | ----------- |
| 1997. szeptember 7.  | Nemzetközi Stadion, Kairó | csoportmérkőzés (1. csoport) | Thaiföld–Németország      | 0 – 3    | 40 000      |
| 1997. szeptember 15. | Városi Stadion, Ismaília  | egyik negyeddöntő            | Spanyolország–Egyiptom    | 2 – 1    | 13 500      |
| 1997. szeptember 21. | Nemzetközi Stadion, Kairó | bronzmérkőzés                | Németország–Spanyolország | 1 – 2    | 8000        |

---
A világbajnoki döntőhöz vezető úton Franciaországba a XVI., az 1998-as labdarúgó-világbajnokságra valamint Dél-Koreába és Japánba a XVII., a 2002-es labdarúgó-világbajnokságra a FIFA JB bíróként alkalmazta. Selejtező mérkőzéseket a CONCACAF zónában vezetett.

##### 1998-as labdarúgó-világbajnokság

###### Selejtező mérkőzés
| Időpont        | Helyszín                 | Mérkőzés típusa            | Mérkőzés                               | Eredmény | Nézők száma |
| -------------- | ------------------------ | -------------------------- | -------------------------------------- | -------- | ----------- |
| 1996. május 4. | Olimpiai Stadion, Nantes | döntő csoport (1. forduló) | Dominikai Köztársaság–Holland Antillák | 2 – 1    | 2000        |

##### 2002-es labdarúgó-világbajnokság

###### Selejtező mérkőzés
| Időpont          | Helyszín                          | Mérkőzés típusa | Mérkőzés    | Eredmény | Nézők száma |
| ---------------- | --------------------------------- | --------------- | ----------- | -------- | ----------- |
| 2000. június 11. | Winnipeg Soccer Complex, Winnipeg | rájátszás       | Kanada–Kuba | 0 – 0    | 9000        |

## Magyar vonatkozás
| Időpont           | Helyszín                  | Mérkőzés típusa              | Mérkőzés              | Eredmény | Nézők száma |
| ----------------- | ------------------------- | ---------------------------- | --------------------- | -------- | ----------- |
| 1991. december 8. | Városi Stadion, Cuscatlán | felkészülési (660. mérkőzés) | Salvador–Magyarország | 1 – 1    | 45 000      |